# Ster voor Militaire Moed
De Ster voor Militaire Moed (Engels: "Star of Military Valour", in het Frans "Étoile de la vaillance militaire") van Canada werd op 2 februari 1993 door Elizabeth II ingesteld. Het is een hoge voor militairen gereserveerde onderscheiding voor "opvallende verdienste en moed" die men "oog in oog met de vijand" heeft laten zien. (Engels: "distinguished and valiant service in the presence of the enemy"). Het verguld zilveren kruis wordt aan een donkerrood lint met twee smalle witte strepen op de borst gedragen. De dragers mogen de postnominale letters "SMV" achter hun naam plaatsen. Wanneer men de ster een tweede maal ontvangt, wordt een gesp op het lint gedragen. 
De voorzijde van het kruis dat de vorm van een kompasster kreeg, is versierd met een rood geëmailleerd centraal medaillon met een gouden  esdoornblad. Op de keerzijde staat onder een koningskroon het koninklijke monogram EIIR een gegraveerde tekst. Het gaat om de Latijnse opdracht "PRO VALORE" ("voor moed") en de naam en rang van de gedecoreerde militair.
De gedecoreerden dragen op hun dagelijkse uniform een baton met daarop een gouden esdoornblad. Een gesp op het lint wordt met een tweede esdoornblad aangeduid. 
De ster werd in de eerste jaren niet uitgereikt. Pas tijdens de Canadese interventie in Afghanistan in 2001 stonden Canadese soldaten oog in oog met een vijand. Sindsdien werd de ster eenmaal postuum, vijftien maal aan militairen en driemaal aan soldaten van een speciale elite-eenheid ter bestrijding van terrorisme, de "Canadian Special Operations Forces Command" toegekend. Hun namen zijn geheim gehouden.
De ster kan ook aan militairen van Canada's bondgenoten worden uitgereikt voor zover deze zij aan zij met Canadezen streden.
Canada kent meerdere onderscheidingen voor moed.
- Het Dapperheidskruis (Cross of Military Valour)
- De Ster voor Moed (Star of Courage)
- De Medaille voor Moed (Medal of Military Bravery)
- De Medaille voor Moed (Medal of Military Bravery)

Ook het Victoria Cross werd in Canada uitgereikt.